# Galatasaray SK (voleibol)
La secció de voleibol del Galatasaray Spor Kulübü és una de les més importants d'aquest club poliesportiu turc.
La secció es va fundar el 1922 i funciona de forma semiautònoma.

## Palmarès masculí
- CEV Cup
  - Finalistes (1): 2018–19
- Copa BVA
  - Campions (1): 2016
- Lliga turca: 
  - Campions (4): 1970-1971, 1986-1987, 1987-1988, 1988-1989
- Campionats turcs
  - Campions (12): 1955, 1956, 1957, 1958, 1960, 1961, 1962, 1963, 1964, 1965, 1966, 1967
- Campionats d'Istanbul
  - Campions (18): 1931-32, 1934–35, 1940–41, 1943–44, 1944–45, 1949–50, 1953–54, 1954–55, 1955–56, 1956–57, 1958–59, 1959–60, 1960–61, 1961–62, 1962–63, 1963–64, 1964–65, 1965–66

## Palmarès femení
- CEV Cup
  - Finalistes (2): 2011–12, 2015–16
- Campionats turcs
  - Campiones (5): 1960–1961, 1961–1962, 1962–1963, 1963–1964, 1965–1966
- Campionats d'Istanbul
  - Campiones (7): 1959–1960, 1961–1962, 1962–1963, 1963–1964, 1964–1965, 1965–1966, 1977–1978